# Golpes a mi puerta
Golpes a mi puerta és una pel·lícula coproducció de l'Argentina, Cuba i Veneçuela filmada en colors dirigida per Alejandro Saderman sobre el seu propi guió escrit en col·laboració amb Juan Carlos Gené sobre l'obra teatral de Juan Carlos Gené que es va estrenar l'1 de setembre de 1994 i que va tenir com a actors principals a Verónica Oddó, Elba Escobar, Juan Carlos Gené i José Antonio Rodríguez. La pel·lícula va ser seleccionada per representar Veneçuela a l'Oscar a la millor pel·lícula de parla no anglesa en els Premis Oscar de 1994, però no fou nominada.

## Sinopsi
En un país llatinoamericà, dues monges oculten a un dissident pròfug del govern dictatorial.
Aquest primer llargmetratge d'Alejandro Saderman confronta aspectes entre dos mons:Un oprimit i assetjat; un altre repressor i autoritari. El seu autor no s'allunya de l'obra teatral de Juan Carlos Gené (coautor del guió), amb un maneig impecable del crescendo dramàtic d'una obra tancada en si mateixa, aconseguint seqüències d'innegable valor tant per la força dels seus diàlegs com per la puresa de la posada en escena.

## Repartiment
- Verónica Oddó: Ana
- Elba Escobar: Úrsula
- Juan Carlos Gené: mayor Cerone
- José Antonio Rodríguez: bisbe
- Ana Castell: Severa
- Mirtha Ibarra: Amanda
- Frank Spano: Pablo
- Eduardo Gil: pare Emilio
- Dimas González: capitán Torres
- Rogelio Eliaín
- Agustín Benítez: Roque
- Rogelio Blain: oficial
- Ana María Castel
- Pedro Fernández: suboficial 2
- Óscar Fonseca: Cosme

## Premis i nominacions
Asociación de Cronistas Cinematográficos de la Argentina 1995
- Guanyadora del Còndor de Plata a la Millor Actriu Verónica Oddó
- Seleccionats com a candidats al Millor Guió Adaptat Juan Carlos Gené i Alejandro Saderman
- Seleccionat com a candidat al Premi a la Millor Pel·lícula
- Seleccionat com a candidat al Millor Actor de Repartiment Juan Carlos Gené
- Seleccionada com a candidata a la Millor Actriu de Repartiment Elba Escobar

Premio Goya 1994
- Seleccionada com a candidata a la Millor Pel·lícula Estrangera de Parla Hispana)

Festival del Cinema de Gramado 1994
- Guanyadora del Kikito d'Or a la Millor Actriu Verónica Oddó
- Seleccionada com a candidata a la Millor Pel·lícula Llatina

Festival de Cinema de l'Havana 1993
- Guanyador d'un Esment Especial pel jurat de FIPRESCI
- Guanyador d'un Esment Especial pel jurat de OCIC
- Guanyador del Premi Saúl Yelín Alejandro Saderman

## Comentaris
Adolfo C. Martínez, a La Nación, opinó:
| « | «Transcendeix les fronteres llatinoamericanes per a convertir-se en una història universal que expressa la força de la consciència i la dignitat en temps de temps d'horror.» | » |

J.D. a El Cronista Comercial va dir:
| « | «Una contundent despesa comercial de resistència enfront de l'avanç de la era del buit.» | » |

Daniel López, a La Razón, va opinar:
| « | «Per a mi Cops… no és un film polític…En tot cas, és polític el seu context. En essència mostra un conflicte humà permanent. Parla de la vida i la mort, de la consciència, de la realitat del compromís » | » |

Manrupe i Portela escriuen:
| « | «Primer llarg de ficció de Saderman, amb més importància conceptual que formal i actuacions convincents.» | » |